# FK Teteks
FK Teteks – północnomacedoński klub piłkarski z Tetowa. Gra obecnie w Wtora makedonska fudbałska liga.

## Sukcesy
- Puchar Macedonii: 2010, 2013

## Europejskie puchary
Legenda do wszystkich tabel:
- Q – runda eliminacyjna, 1/16, 1/8, 1/4, 1/2 – odpowiednia faza rozgrywek, Grupa – runda grupowa, 1r gr – pierwsza runda grupowa, 2r gr – druga runda grupowa, F – finał, R – runda, PO – play-off
- k. – rzuty karne, los. – losowanie, Dogr. – dogrywka, w. – zasada bramek strzelonych na wyjeździe

| Sezon   | Rozgrywki   | Runda | Klub          | Dom | Wyjazd | Ogólnie |
| ------- | ----------- | ----- | ------------- | --- | ------ | ------- |
| 2010/11 | Liga Europy | 2Q    | FK Ventspils  | 3–1 | 0–0    | 3–1     |
| 2010/11 | Liga Europy | 3Q    | IF Elfsborg   | 1–2 | 0–5    | 1–7     |
| 2013/14 | Liga Europy | 1Q    | Piunik Erywań | 1–1 | 0–1    | 1–2     |